# Караман, Матвей
Матвей (Матей, Матия) Караман (хорв. Matej Karaman, серб. Матија Караман, 6 июня 1700[…], Сплит — 7 мая 1771[…], Задар) — хорватский католический священник, миссионер и филолог. Учился в Санкт-Петербурге, пытался организовать бенедиктинский монастырь (со славянским глаголическим богослужением) в России, позже был архиепископом Задара. Занимался исправлением хорватских глаголических богослужебных текстов. С этой целью в 1732 был послан папой в Москву, где пробыл несколько лет, трудясь над сравнением южнославянских текстов с русско-славянскими. Плодом этого сравнения стал «Миссал римский славенским языком повелением П[ресветлого] Г[осподина] Н[ашего] Урбана осмого издан» (Рим, 1741). В этом и других своих изданиях Караман по сути заменяет хорватский извод церковнославянского языка русским (считая первый сильно испорченным, а второй сохранившим старославянскую норму), что было принято с большой критикой и порой предъявляется в качестве одной из основных причин последующего упадка хорватско-глаголической книжности вообще.